# Ghiacciaio Tama
Il ghiacciaio Tama (in giapponese: 玉氷河, Tama-hyōga, ossia "ghiacciaio palla") è un ghiacciaio situato sulla costa del Principe Olav, nella Terra della Regina Maud, in Antartide. Il ghiacciaio fluisce verso nord fino a giungere sulla costa, dove sfocia in mare tra la roccia Tensoku e la roccia Manju.

## Storia
Il ghiacciaio Tama è stato mappato da cartografi giapponesi grazie a fotografie aeree scattate nel corso della spedizione giapponese di ricerca antartica svoltasi tra il 1957 e il 1962, e così battezzato in virtù della sua forma.